# Monasterio de los Santos Quirico y Julieta
El Monasterio de los Santos Quirico y Julita o el Monasterio del Nacimiento de la Virgen María (en albanés: Manastiri i Shën Qirjakut dhe Julitës) Es un monasterio bizantino situado en la parte occidental de la localidad de Dhuvjan, condado de Gjirokastër, el sur de Albania. Se encuentra bajo la advocación de Quirico y su madre Julita, mártires de la época de Diocleciano.
El monasterio se encuentra en el Valle Drino, en la región Dropull, y se encuentra entre las ciudades de Gjirokastra y Delvinë en el sur de Albania. Esta sobre la carretera entre las dos ciudades de la colina donde se encuentra. Es sólo uno de varios monasterios que se pueden encontrar en el Valle Drino.

## Historia
El monasterio está datado tradicionalmente en el siglo VI, pero esta ha sido cuestionado debido a dos notas halladas de un antiguo monje, donde afirmaba que el monasterio fue construido en in 1089. El monasterio está dedicado a la Virgen María.
Se sometió a restauración en los años 1960, siendo elevado a la categoría de monumento cultural por el gobierno albanés en 1963. Sin embargo, se necesita otro proyecto de restauración, ya que unos 3.000 metros cuadrados amenazan ruina.